# 와부치역
와부치역(일본어: 和渕駅)은 일본 미야기현 이시노마키시에 위치한 동일본 여객철도 게센누마 선의 철도역이다. 단선 승강장 1면 1선의 구조를 갖춘 지상역이다.

## 역 주변
- 와부치 우체국

## 역사
- 1968년 10월 24일 : 일본국유철도의 야나이즈 선 소속역으로서 개업.
- 1977년 12월 11일 : 야나이즈 - 모토요시 간 개통에 의해 게센누마 선의 역으로 된다.
- 1987년 4월 1일 : 일본국유철도 분할 민영화에 의해, 동일본 여객철도가 승계.

## 인접 역
| 게센누마 선            | 게센누마 선   | 게센누마 선            |
| ---------------------- | ------------- | ---------------------- |
| 마에야치 마에야치 방면 | ■ 게센누마 선 | 노노다케 게센누마 방면 |